# ハチノスサンゴ
ハチノスサンゴ(Favosites)は、絶滅した床板サンゴ類の一つである。名前の由来にもなった多角形で密に詰まったポリプが特徴である。ポリプの間の壁には壁孔(mural pore)として知られる孔が開いており、ポリプ間での栄養素の移動を可能としている。

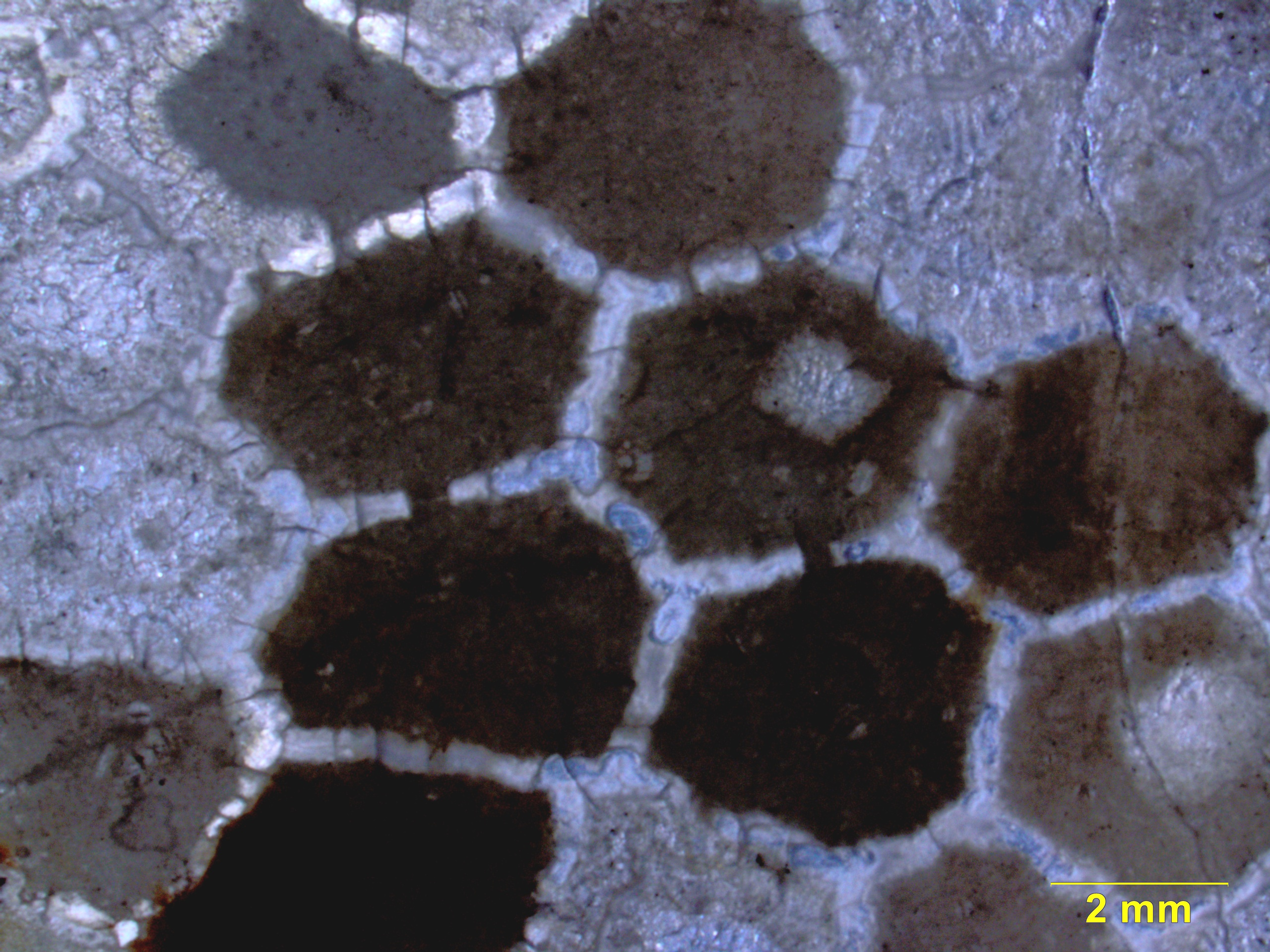
矢状方向の断面では、ポリプ同士を繋ぐ孔が見える。インドネシアのオルドビス紀後期の地層から産出